# Olympic Air
A Olympic Air é uma companhia aérea grega, fruto da privatização da antiga companhia aérea estatal Olympic Airlines. Foi criada em 29 de setembro de 2009 e começou a realizar voos regulares dois dias depois em 1 de outubro de 2009, com voos para diversos destinos dentro da Grécia e destinos para algumas cidades importantes na Europa, Médio Oriente e Norte de África. 
Em termos administrativos, a nova companhia adquiriu algumas propriedades da sua antecessora: o logotipo corporativo, o nome "Olympic", direitos de aterragem e descolagem, os códigos IATA (OA) e ICAO (OAL) e a base técnica em Atenas. Ao nível do seu pessoal, assinou novos contratos com quase metade dos antigos colaboradores da Olympic Airlines sob novas condições.

## História
A criação da Olympic Air sob forma actual foi iniciada em setembro de 2008, quando após várias reestruturações falhadas da estatal Olympic Airlines e pressões por parte da União Europeia, o estado grego decidiu planear o relançamento da Olympic como empresa privada. O projecto inicial foi nomeado de "Pantheon Airways". Foi também decidido que um sucessor da Olympic não poderia ser um sucessor legal, nem dar continuidade aos contratos de trabalho do pessoal daquela empresa, uma vez que tal foi feito em reestruturações anteriores e apontado como o principal problema da empresa estatal. O estado grego entrou em contacto com diversas empresas consultoras financeiras, para avaliar propostas de aquisição e reestruturação. 
Em março de 2009, o ministro grego do Desenvolvimento anunciou a venda das empresas de operações de voo e da base técnica para o grupo Marfin Investment Group. Foram também adquiridos slots importantes da Olympic Airlines para vários destinos europeus (os mais rentáveis da antecessora Olympic Airlines), e iniciadas as negociações para criar novas parcerias. Foram também iniciadas as negociações para a aquisição de novas aeronaves, substituindo as antigas ao serviço da Olympic Airlines. 
Desta forma, a empresa iniciou as suas operações a 1 de outubro de 2009, voando para 35 destinos gregos e 15 destinos internacionais em 14 países, com uma frota inicial de 20 aeronaves. 
Desde o início das suas operações, a Olympic Air tem vindo a aumentar progressivamente a sua frota de médio curso, através da aquisição e integração de aeronaves Airbus A319 e A320 (novos e semi-novos, com poucos meses ou anos de actividade). Devido à actual conjuntura económica na Grécia e ao elevado défice público e dívida externa, factores que afectam todos os sectores da economia grega, a empresa está actualmente a efectuar a sua expansão de forma cautelosa, o que levou a certas alterações a nível de planos de expansão, bem como a correcção de horários e até o cancelamento de rotas com pouca procura. Foram assim suspensos todos os voos regulares para Beirute, e está prevista a suspensão de todas as rotas para Itália.
Em fevereiro de 2010, a Olympic Air anunciou a fusão com a sua maior concorrente grega, a Aegean Airlines. O acordo prevê a integração progressiva das frotas das duas empresas, bem como o fim da marca Aegean. Esta fusão está prevista para ocorrer ainda durante o ano de 2010.

## Frota

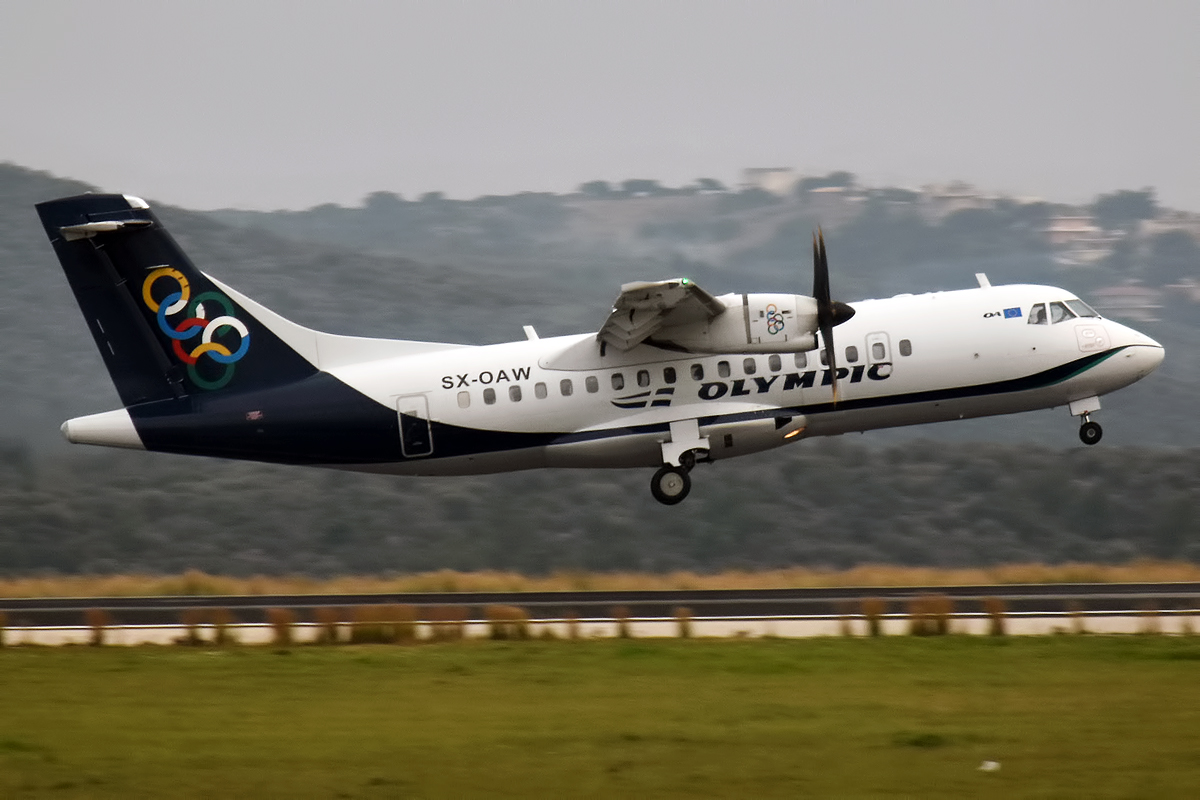
ATR 42-600 da Olympic Air.

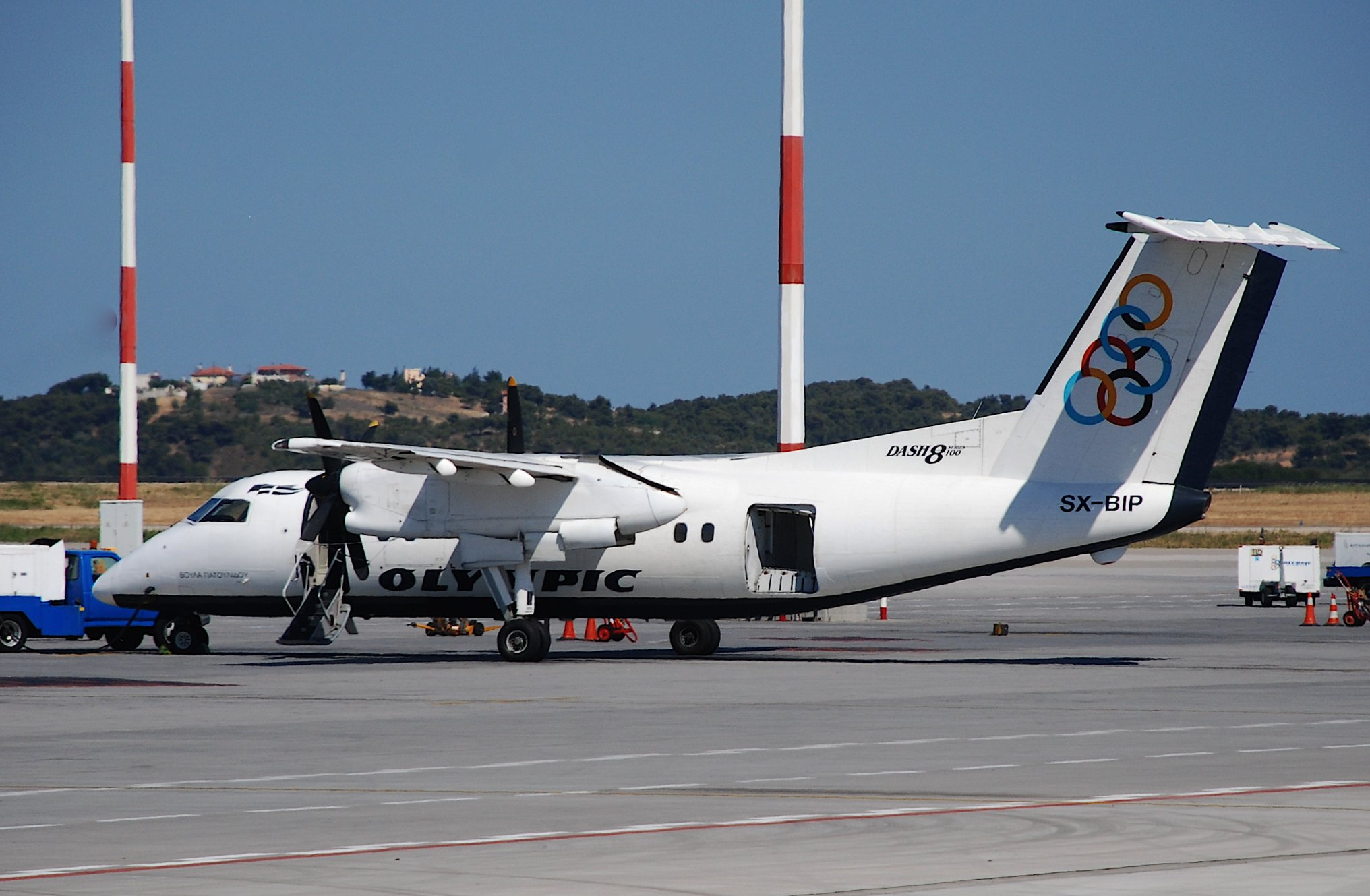
Bombardier Dash 8-100 da Olympic Air.

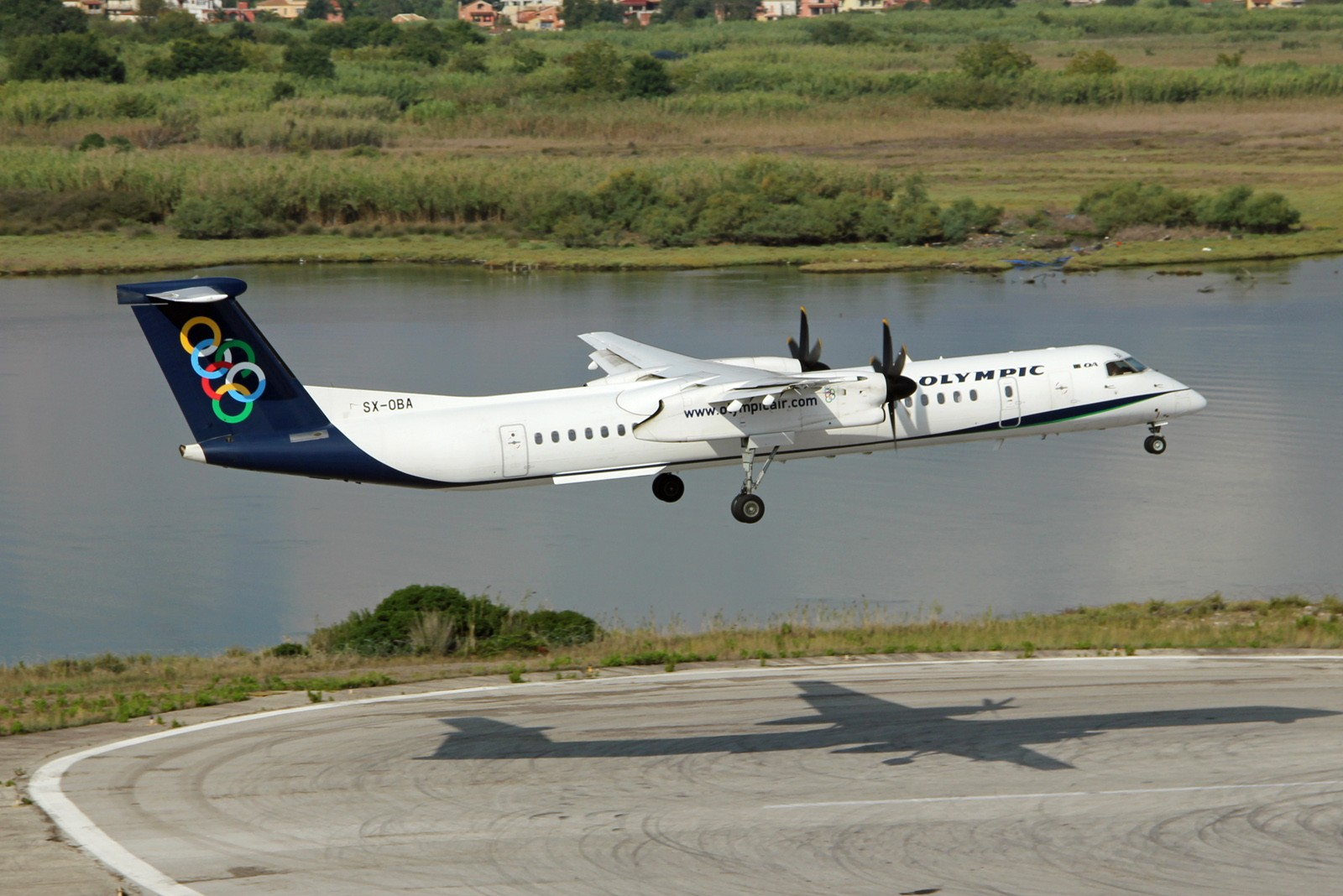
Bombardier Dash 8 Q400 da Olympic Air.

A frota da Olympic Air em 14 de outubro de 2017 era composta por:
| Modelo                 | Quantidade |
| ---------------------- | ---------- |
| ATR 42-600             | 2          |
| Bombardier Dash 8-100  | 3          |
| Bombardier Dash 8 Q400 | 8          |
| Total                  | 13         |

## Acordos de partilha de códigos de voo e Alianças de empresas aéreas
Não oferecendo voos de longo curso nesta primeira fase de operações, a Olympic Air tem, e prevê, acordos com diversas companhias aéreas, para cobrir as operações de longo curso anteriormente realizadas pela Olympic Airlines. Actualmente, existem acordos de partilha de códigos de voo com as seguintes companhias aéreas e para os seguintes destinos: 

- Delta Airlines para a ligação directa entre Atenas e Nova York, bem como destinos seleccionados dentro dos Estados Unidos

- Flybaboo para as ligações directas entre Atenas e Genebra (Suíça) e Nice (França).

Inicialmente, tendo em conta o desenvolvimento das actividades da empresa, estava prevista a integração da Olympic Air na aliança internacional de companhias aéreas Sky Team. Esta integração justificou-se através da parceria existente com a Delta Airlines, bem como um acordo que estava previsto com a Air France. No entanto, estes planos foram alterados, quando foi anunciada a fusão da Olympic com a sua principal concorrente Aegean Airlines, empresa que por sua vez, já tinha a sua integração confirmada na Star Alliance durante o ano de 2010. Desta forma, através da fusão das duas empresas, está prevista a integração da Olympic Air na Star Alliance, bem como a redefinição da partilha de códigos de companhias aéreas.